# Conolophus marthae
Conolophus marthae, auch Rosada-Drusenkopf, ist eine Tierart aus der Leguangattung der Drusenköpfe. Die Tiere leben nur am Nordhang des Vulkans Wolf im Norden der Galapagos-Insel Isabela und kommen dort syntopisch mit dem „gewöhnlichen“ Drusenkopf (Conolophus subcristatus) vor. Die Art wurde erst 2009 beschrieben. Wegen der Seltenheit der Art wurde der Holotyp nicht getötet und in einem Museum hinterlegt, sondern lediglich mit einem Transponder versehen.

## Merkmale
Der Holotyp, ein ausgewachsenes Männchen, hat eine Kopf-Rumpf-Länge von 47 cm, eine Schwanzlänge von 61,4 cm und ein Gewicht von 5 kg. Der Kopf ist 7,8 cm lang und 6,4 cm breit. Männchen werden deutlich größer als die Weibchen. Von den beiden anderen Drusenkopfarten unterscheidet sich Conolophus marthae unter anderem durch seine rosa Färbung, wobei der mittlere und hintere Abschnitt des Rumpfes und die Gliedmaßen schwarz gestreift sind. Weitere abweichende Merkmale finden sich in der geringen Anzahl konischer Schuppen auf dem Nackenkamm und in den flachen oder schwach pyramidenförmig ausgeprägten Schuppen auf der Kopfoberseite. Außerdem treten noch molekularbiologische Differenzen am Cytochrom-b-Gen der mitochondrialen DNA auf. Die genetische Distanz zu den anderen Arten beträgt 7 %, während zwischen Drusenkopf und Santa Fe-Drusenkopf lediglich eine genetische Distanz von 2 % besteht. Conolophus marthae ist somit die basale Schwesterart einer von den beiden anderen Arten gebildeten Klade.

## Verbreitung und Lebensweise
Conolophus marthae lebt am Nordhang des Vulkans Wolf auf Isabela in Höhen von 600 bis 1700 Metern. Von Mai bis Juli halten sich die Tiere vor allem im trockenen Buschland in der Nähe des Randes der Caldera in einer Höhe von 1700 Meter auf. Mit dem Beginn der Trockenzeit wandern sie in die Trockenwälder der tieferen Regionen.

## Gefährdung
Wegen des eng begrenzten Verbreitungsgebietes von nur 25 km², einer Population von lediglich etwa 120 bis 200 Exemplaren und der Gefährdung durch Dürren und vulkanischen Eruptionen listet die IUCN Conolophus marthae als vom Aussterben bedroht (Critically endangered). Bei einer Populationsanalyse im Jahre 2021 konnten 211 adulte Tiere, allerdings kein einziges Jungtier gezählt werden. Möglicherweise sind die Gelege von Conolophus marthae durch Neozoen wie Nagetiere oder wildlebende Hauskatzen bedroht. Das letzte lebende Jungtier konnte im Jahre 2014 beobachtet werden.